# Eriocaulon volkensii
Eriocaulon volkensii là một loài thực vật có hoa trong họ Eriocaulaceae. Loài này được Engl. mô tả khoa học đầu tiên năm 1895.